# 電車道 (お笑い)
電車道（でんしゃみち）は、かつて吉本興業で活動していたお笑いカルテット。大阪NSC10期生。1991年結成。1995年解散。

## メンバー
- 博多 ヒト志（1969年6月23日 - ）

ボケ担当。大阪府大阪市大正区出身。高槻高校卒業。A型。解散後は構成作家として活動。
- 北田 委資（1969年10月15日 - ）

ツッコミ担当。大阪府出身。解散後は構成作家・演出家「北田ラヂオ」として活動。
- 島津江 英樹（1970年8月3日 - ）

ボケ担当。大阪府大阪市出身。関西大学社会学部出身。解散後は福田と「ギャオス」を結成。「ギャオス」を解散し、現在は派遣会社社長。（株式会社アシストスタッフサービス）
吉本引退後イベント司会者「島あたる」として全国のボートレース場で活動。
- 福田 正修（1969年4月7日 - ）

ボケ担当。兵庫県尼崎市出身。近畿大学中退。解散後は島津江と「ギャオス」を結成。「ギャオス」解散後は伊藤力也と「塚本6キロ」を結成。（現在の活動状況は不明。）

## エピソード
- 結成当初は「エルヴィス」という北田と島津江のコンビだった。その後博多と福田が加入し、カルテットとなり「電車道」に改名した。
- 「ギャオス」として活動していたときは野球ネタを得意とし、オールザッツ漫才に出演した際、野球のユニフォームに書かれているチーム名「naniwa　boyｓ」を司会の今田耕司・東野幸治にいじられている。
- 野球のユニフォームを着用することが多かったため、BOOMERと比較され「東のBOOMER、西のギャオス」と呼ばれることもあった。
- 島津江は読売テレビで2011年1月15日に放送された土曜はダメよの「ギョーテン推理!月収ぶっちゃけハウマッチ!」のコーナーに出演し、ブラックマヨネーズと共演。その際小杉竜一が、「兄さんしゃべり錆び付いてない。」と絶賛していた。また2013年3月27日に読売テレビにて朝放送の「GO!GO!春祭り!朝から大激論!なんでやねん!!サミット」でも一般人として街頭インタビューを受けた。

## 出演番組
- 関西テレビ爆笑BOOING（初代グランドチャンピオン）
- テレビ大阪2丁目ワチャチャTV
- 毎日放送オールザッツ漫才（1991年 - 1994年）

## 受賞歴
- 第14回ABCお笑い新人グランプリ審査員特別賞
- 関西テレビ爆笑BOOING初代グランドチャンピオン
- 第25回NHK上方漫才コンテスト最優秀賞